# Bershawn Jackson
Bershawn Jackson (født 8. maj 1983 i Dade County, Florida) er en amerikansk atletikudøver (sprinter/hækkeløber), hvis hidtil største triumf blev opnået ved VM i Helsingfors i 2005, hvor han vandt guld i mændenes 400 meter hæk. Ved OL i Beijing 2008 vandt han bronze på samme distance, kun besejret af landsmændene Angelo Taylor og Kerron Clement.